# Lefkada (město)
V Lefkadě působí
Lefkada (řecky Πόλη της Λευκάδας, Póli tis Lefkádas) je město a bývalá obec na řeckém ostrově Lefkada, patřícím do souostroví Jónské ostrovy. Od místní správní reformy v roce 2011 je součástí obce Lefkada a zároveň její obecní jednotkou. Je také hlavním městem stejnojmenného ostrova. Podle sčítání lidu v roce 2011 mělo město 8 673 obyvatel.

## Kultura

### Architektura

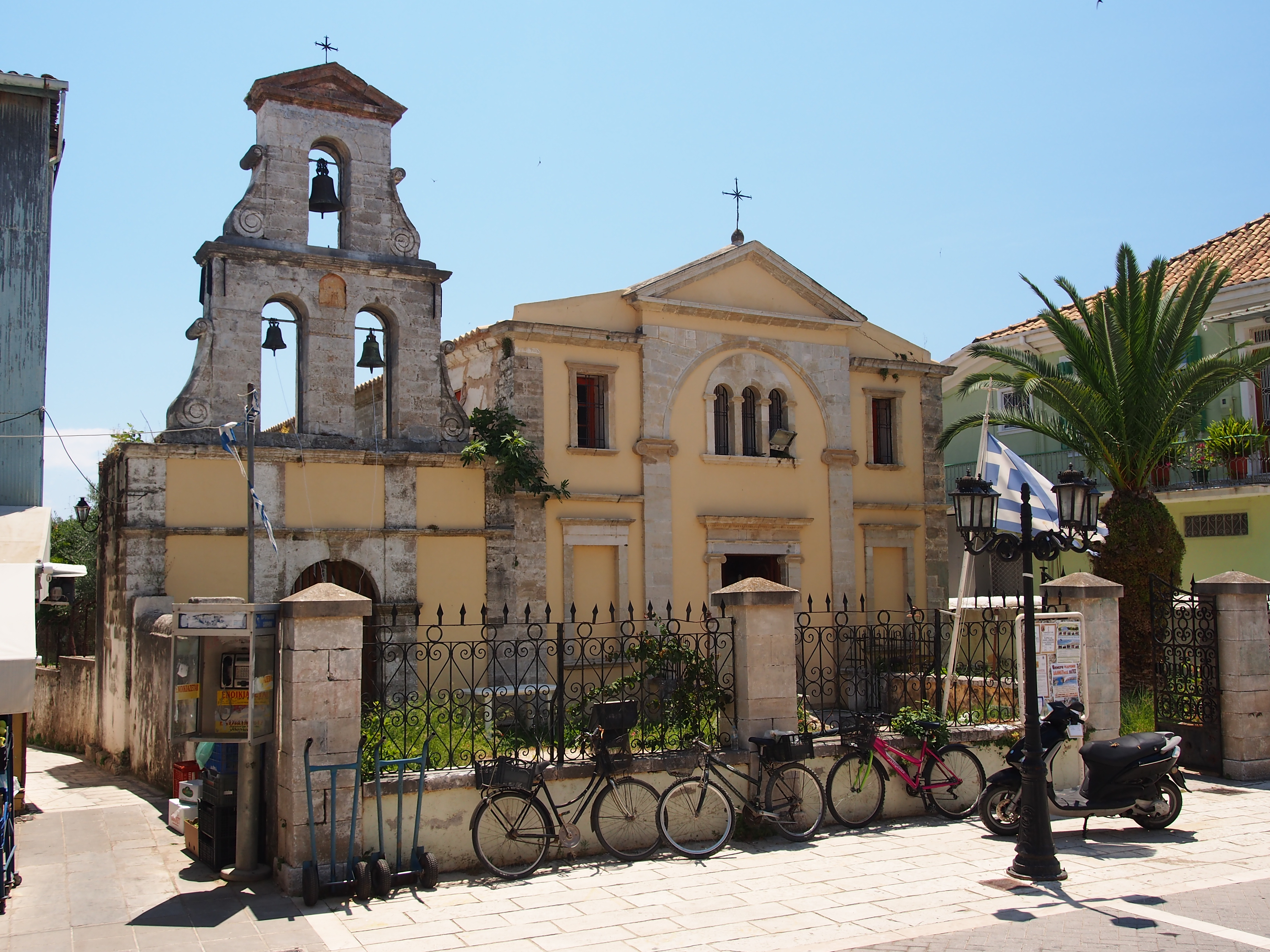
Kostel Theotokos

Budovy ve městě Lefkada představují charakteristický příklad protizemětřesné architektury. Domy jsou postaveny z dřevěných materiálů, celých klád, drtě a dalších lehčích materiálů. Plán města je odvozen z historického středověkého plánu města Lefkada, který vznikl během benátské nadvlády. Město Lefkada zdobí starobylé chrámy postavené v souladu s místní tradiční architekturou. Mezi nejznámější patří chrámy Agios Spyridon, Agioi Anargyroi a Panagia ton Xenon.

## Sport
V Lefkadě působí několik sportovních klubů v různých odvětvích. Nejstarším z nich je fotbalový klub Tilikratis F.C., založený v roce 1925, který opakovaně postoupil do třetí řecké fotbalové ligy (Gamma Ethniki).